# Mevo Dotan
Mevo Dotan (hebrejsky מְבוֹא דּוֹתָן, doslova „Brána nebo Vstup do Dotanu“, podle biblické lokality Dotan zmíněné v knize Genesis 37,17 - „Josef tedy šel za svými bratry a nalezl je v Dótanu“, v oficiálním přepisu do angličtiny Mevo Dotan) je izraelská osada a vesnice typu společná osada (jišuv kehilati) na Západním břehu Jordánu v distriktu Judea a Samaří a v Oblastní radě Šomron.

## Geografie
Nachází se v nadmořské výšce 330 metrů na severozápadním okraji hornatiny Samařska. Severně od vesnice spadá terén do Dotanského údolí, kterým severně od obce protéká Nachal Chadera. Leží cca 10 kilometrů jižně od města Umm al-Fachm, cca 72 kilometrů severoseverozápadně od historického jádra Jeruzalému a cca 55 kilometrů severovýchodně od centra Tel Avivu.
Vesnice je na dopravní síť Západního břehu Jordánu napojena pomocí lokální silnice číslo 585 (východozápadní spojení včetně směru do izraelské pobřežní planiny), z niž vybíhá k severu lokální silnice číslo 596. Ta směřuje do bloku izraelských osad Šaked v severozápadním cípu Západního břehu Jordánu. Mevo Dotan je izolovanou izraelskou osadou, která sice leží jen necelých 10 kilometrů za Zelenou linií oddělující Izrael v mezinárodně uznávaných hranicích a okupovaná území, ale zejména na severní, východní a jižní straně je obklopena pásem palestinských sídel (například město Ya'bad necelé 3 kilometry na severní straně). Nejbližší židovskou vesnicí je Chermeš cca 5 kilometrů západním směrem.

## Dějiny
Vesnice byla založena roku 1978. V roce 1977 se skupina izraelských aktivistů začala pokoušet o ustavení nové osady v severní části Samařska. V říjnu 1977 obsadili bývalou policejní stanici u palestinského města Fandaqumiya. Izraelská vláda se snažila osadníkům najít lepší a trvalejší plochy pro zřízení vesnice. 28. srpna 1979 pak vláda stanovila, že souhlasí se vznikem několika nových osad, mezi nimi i té nazývané pracovně Dotan. Nová obec měla být osídlena skupinou židovských aktivistů z Haify a těch již usedlých u města Fandaqumiya. V červnu 1981 se sem nastěhovali trvalí obyvatelé. Mimochodem, lokalita poblíž města Fandaqumiya byla později rovněž osídlena Izraelci a vznikla tam osada Sa-Nur.
Pozdější podrobný územní plán Mevo Dotan počítal s výhledovou kapacitou 221 bytů, z nichž zatím realizována více než třetina.
V únoru 2001 vyrostla západně od Mevo Dotan, na plošině oddělené od vlastní obce roklí, izolovaná skupina domů nazvaná Ma'oz Cvi (též Mevo Dotan Ma'arav). Podle vládní zprávy z doby po roce 2006 zde trvale přebývaly dvě rodiny a zástavba spočívala v sedmi mobilních kontejnerech. Zpráva organizace Peace Now z roku 2007 zde už uvádí cca čtyři trvale pobývající rodiny.
Počátkem 21. století nebyla obec s okolím zahrnuta do Izraelské bezpečnostní bariéry. Ta byla zbudována mnohem blíže k Zelené linii. Budoucí existence vesnice závisí na parametrech případné mírové smlouvy mezi Izraelem a Palestinci.
Během druhé intifády se okolí obce stalo terčem palestinských teroristů.18. srpna 2002 byl u Mevo Dotan zastřelen ve svém automobilu jeden muž poté, co na něj členové Brigád mučedníků od Al-Aksá zahájili palbu. Další podobný útok z 19. května 2003 si vyžádal jednu oběť na silnici mezi Mevo Dotan a osadou Šaked. 4. června 2004 zastřelili členové Brigád mučedníků od Al-Aksá muže z Mevo Dotan, když jel po silnici poblíž palestinského města Ya'bad. Stejná organizace se přihlásila i k útoku z 19. října 2004, kdy byl na nedaleké základně izraelské armády zastřelen jeden voják.

## Demografie
Obyvatelstvo Mevo Dotan je v databázi rady Ješa popisováno jako sekulární. Podle údajů z roku 2014 tvořili naprostou většinu obyvatel Židé (včetně statistické kategorie "ostatní", která zahrnuje nearabské obyvatele židovského původu ale bez formální příslušnosti k židovskému náboženství).
Jde o menší obec vesnického typu s dlouhodobě stagnující populací. Počátkem 21. století ale došlo k přistěhování skupiny nábožensky založených Izraelců. Ti totiž měli tuto osadu demograficky povzbudit. Jestliže byl Mevo Dotan plánován na výhledovou kapacitu několika set rodin, tak tato očekávání nesplnil. Po začátku druhé intifády navíc začalo obyvatelstvo Mevo Dotan opouštět a počet zde fakticky usazených rodin klesl v jednu dobu na polovinu. V roce 2005 navíc došlo k realizaci plánu jednostranného stažení izraelské armády i izraelských osadníků z několika izolovaných obcí v severním Samařsku, čímž se v tomto regionu dále oslabila demografická i bezpečnostní pozice židovských osadníků. Jedna ze zakladatelek vesnice Mevo Dotan Ja'el Ben Ja'akov tehdy přišla s návrhem přilákat do vylidňující se vesnice náboženské aktivisty z ješivy Golan. Tito lidé sem pak skutečně přišli a populační stav částečně vyrovnali. K 31. prosinci 2014 zde žilo 330 lidí. Během roku 2014 registrovaná populace stoupla o 21,3 %.
| Rok            | 1983 | 1991 | 1992 | 1993 | 1994 | 1995 | 1996 | 1997 | 1998 | 1999 | 2000 |
| -------------- | ---- | ---- | ---- | ---- | ---- | ---- | ---- | ---- | ---- | ---- | ---- |
| Počet obyvatel | 98   | 215  | 235  | 241  | 271  | 307  | 308  | 307  | 308  | 314  | 310  |

| Rok            | 2001 | 2002 | 2003 | 2004 | 2005 | 2006 | 2007 | 2008 | 2009 | 2010 | 2011 | 2012 | 2013 | 2014 |
| -------------- | ---- | ---- | ---- | ---- | ---- | ---- | ---- | ---- | ---- | ---- | ---- | ---- | ---- | ---- |
| Počet obyvatel | 295  | 279  | 289  | 287  | 303  | 311  | 315  | 313  | 281  | 280  | 272  | 276  | 272  | 330  |